# Kangilinnguit
Kangilinnguit (Kangilínguit avant 1973, anciennement Grønnedal en danois) est un village situé dans la municipalité de Sermersooq, au sud du Groenland. Il ne comptait que 3 habitants en 2019[réf. nécessaire].

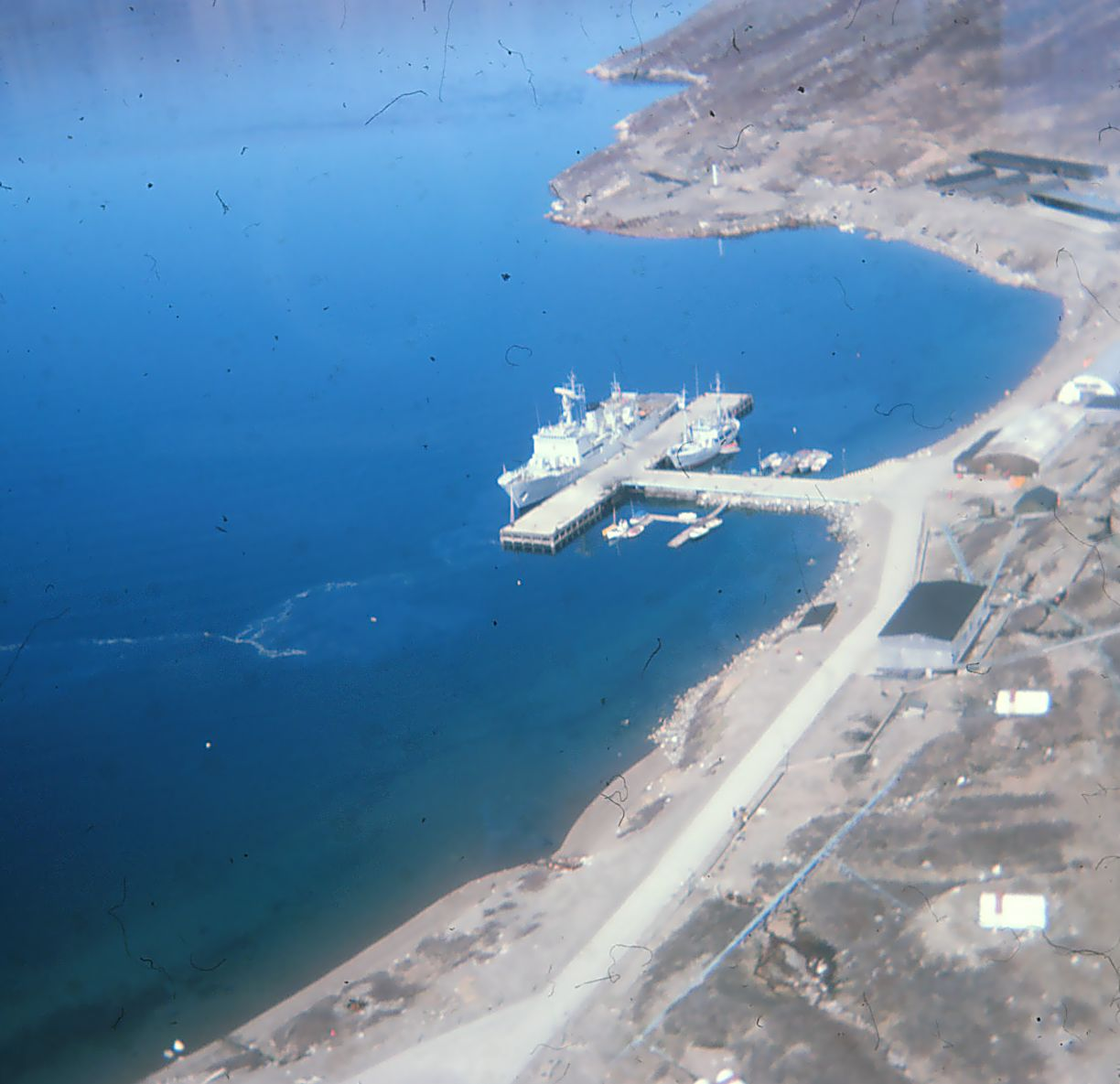
Vue aérienne de Kangilinnguit en 1977.

Sa baie abrite une ancienne base navale utilisé durant la guerre froide. Elle a fermé en 2012 et été mise sur le marché par le Danemark, qui a retiré son offre en 2016, devant l’intérêt d'acteurs chinois, pour une utilisation jugée potentiellement risquée. 